# لويجي غلفاني
لويجي غلفاني (9 سبتمبر 1737 في بولونيا، إيطاليا - 4 ديسمبر 1798) كان طبيب وعالم تشريح إيطالي توفي في بولونيا. في عام 1771 اكتشف أن أرجل الضفدعة تتحرك نتيجة للصعق الكهربائي. وكانت هذه التجربة من أوائل التجارب في علم الكهرباء الحيوية (و هو علم ما زال يدرس إلى اليوم يختص بالشحنات الكهربية في الجهاز العصبي. ويعد جالفاني مكتشف ظاهرة وجود كهرباء في العضلات والجهاز العصبي. كما أنه رائد علم الولادة الحديث.

## حياته العلمية
عندما كان صغيراً كان يحلم بأن يكون مهندساً ميكانيكياً. ثم بعد ذلك أراد أن يدرس علم اللاهوت في الكنيسة. إلا أن والديه دفعاه إلى دراسة الطب. التحق بمدرسة بولونيا للطب ثم صار طبيباً مثل والده. وفي عام 1762 تم تعيينه محاضراً في علم التشريح في جامعة بولونيا. وذاع صيته أنه أستاذ ماهر في مجاله وخاصةً بعد أبحاثه عن أجهزة السمع والتبول عند الطيور حيث كان أستاذاً ماهراًً في التشريح. وقد تولى منصب رئاسة جامعة بولونيا عام 1772. وفي عام 1791 نشر بحثاً عن الكهرباء الحيوية في العدد السابع للنشرة العلمية لجامعة بولونيا.

## زواجه
تزوج لويجي جالفاني من لوسيا جالازي عام 1764 وهي ابنة إحدى الأساتذة الكبار في جامعة بولونيا.وانجب منها ثلاثة اولاد تيريزاو البينيا وجورجيت

## قصة الضفدع
في عام 1786, حسب القصة المنتشرة عنه, أنه أثناء تشريحه للضفدعة لكي يشرح لتلاميذه تكوين الضفدعة وتشريحها لهم ثبت جسم الصفدعة بدبوس وعند قيامه بامساك المشرط لاحظ ارتعاش جسم الضفدعة ولاحظ وجود صعقة كهربائية في عضلة الضفدعة. ففسر ذلك خاطئا بان جسم الضفدعة (سائل جسم الضفدعة) يولد الكهربية ولكن الصحيح هو وجود معدنين مختلفين (دبوس تثبيت جسم الضفدعة ومشرط التشريح) وبينهما الكتروليت (سائل جسم الضفدعة). وقد ربط بهذه التجربة بين الحياة والحركة وبين الكهرباء. ورغم أن جالفاني قد أخطأ في تسفير هذه الظاهرة إلا أنها تعد اكتشافاً للكهرباء الحيوية (الموجودة داخل جسم الإنسان) لأن عضلة الضفدعة قد تحركت نتيجة لإشارة الكهربائية. سمى جالفاني هذه الظاهرة «الظاهرة الغلفانية» أو Galvanism.

## خلافه مع ألساندرو فولتا
لقد آدى سعي لويجي جالفاني في تفسير الظاهرة التي إكتشفها إلى اختراع البطارية الجالفانية وإن لم يكن لويجي جالفاني هو المخترع لها. لقد أدى هذا الاكتشاف إلى خلاف بينه وبين ألساندرو فولتا إذ أن جالفاني فسرها بأن جسم الضفدعة هو من أصدر الصعقة الكهربائية وفسرها فولتا بأن التيار الكهربائي نشأ بسبب وجود معدنين مختلفين في جسمها . و كان تفسير فولتا لصائبا. ولكي يثبت له صدق نظريته قام بعمل نموذج للخلية الجالفانية ، ونجح في إصدار تيار كهربائي وأثبت صحة نتيجته . وغير فولتا مصطلح «الغلفانية» إلى تيار كهربائي ناتج عن تفاعل كيميائي.

## روابط خارجية
- لويجي غلفاني على موقع الموسوعة البريطانية (الإنجليزية)
- لويجي غلفاني على موقع إن إن دي بي (الإنجليزية)

## اقرأ أيضا
- خلية غلفانية
- بطارية
- بطارية الرصاص
- جلفانومتر